# 마리오 페인트
《마리오 페인트》(Mario Paint, 일본어: マリオペイント)는 1992년에 슈퍼 NES용으로 닌텐도가 출시한 비디오 게임이다. 슈퍼 NES 마우스 주변기기와 함께 포장되었다.

## 게임플레이
기본적인 드로잉 기능 외에도 《마리오 페인트》는 사용자가 사용자 지정 도장을 화소 대 화소 단위로 만들 수 있다. 닌텐도 파워와 같은 여러 출판물들은 《마리오 페인트》 내에서 아이콘화된 닌텐도 관련 도장들을 만드는 방법에 대한 가이드를 공개하였다. 단순히 정적인 그림을 만드는 것 외에도 사용자는 단순한 반복 애니메이션을 만들 수 있으며 음악 제작기에서 만든 음악으로 설정할 수 있다. 사용자가 그린 이 애니메이션들은 텔레비전 화면으로만 볼 수 있으며 이를 비디오카세트 레코더로 녹화하는 방법에 대한 방법이 사용자에게 제공되지만 그 밖의 다른 방식으로 《마리오 페인트》에서 작업한 작업물을 내보내는 방법은 없다.
또, 60개의 각기 다른 텍스처와 패턴, 75개의 다른 도장, 15개의 사용자 지정 가능한 도장, 장면 간 9개의 각기 다른 특수 지우개 변화 효과를 표준으로 제공한다.
《마리오 페인트》에는 그냇 어택(Gnat Attack)이라는 미니 게임이 있으며, 이것은 마우스를 이용한 액션 게임이다.
《마리오 페인트》의 타이틀 화면은 이스터 에그 미니 게임이다. 사용자는 타이틀의 각 문자를 클릭하여 특정한 액션을 발생시킬 수 있다. 특정한 문자를 가지고 음악을 바꾼다든지 마리오가 줄어들었다 커지는 등의 행위를 할 수 있다. 또, 사용자가 일시적으로 배경에 페인트칠을 하는 등의 일도 할 수 있다.

## 평가
| 평가                               |       |
| ---------------------------------- | ----- |
| 평론 점수 평론사 점수 올게임 [ 1 ] |       |
| 평론 점수                          |       |
| 평론사                             | 점수  |
| 올게임                             | [ 1 ] |

## 같이 보기
- 슈퍼 마리오 메이커